# ویا، استونی
ویا، استونی (به لاتین: Veia, Estonia) یک روستا در استونی است که در دهستان ساره واقع شده‌است.

## خصوصیات
ویا ۴۴ نفر جمعیت دارد.